# Georges Gandil
Georges Louis Gandil, född 18 maj 1926 i Bruniquel, död 24 oktober 1999 i Bruniquel, var en fransk kanotist.
Gandil blev olympisk bronsmedaljör i C-2 10000 meter vid sommarspelen 1948 i London.